# St. Martin (Oberdeggenbach)

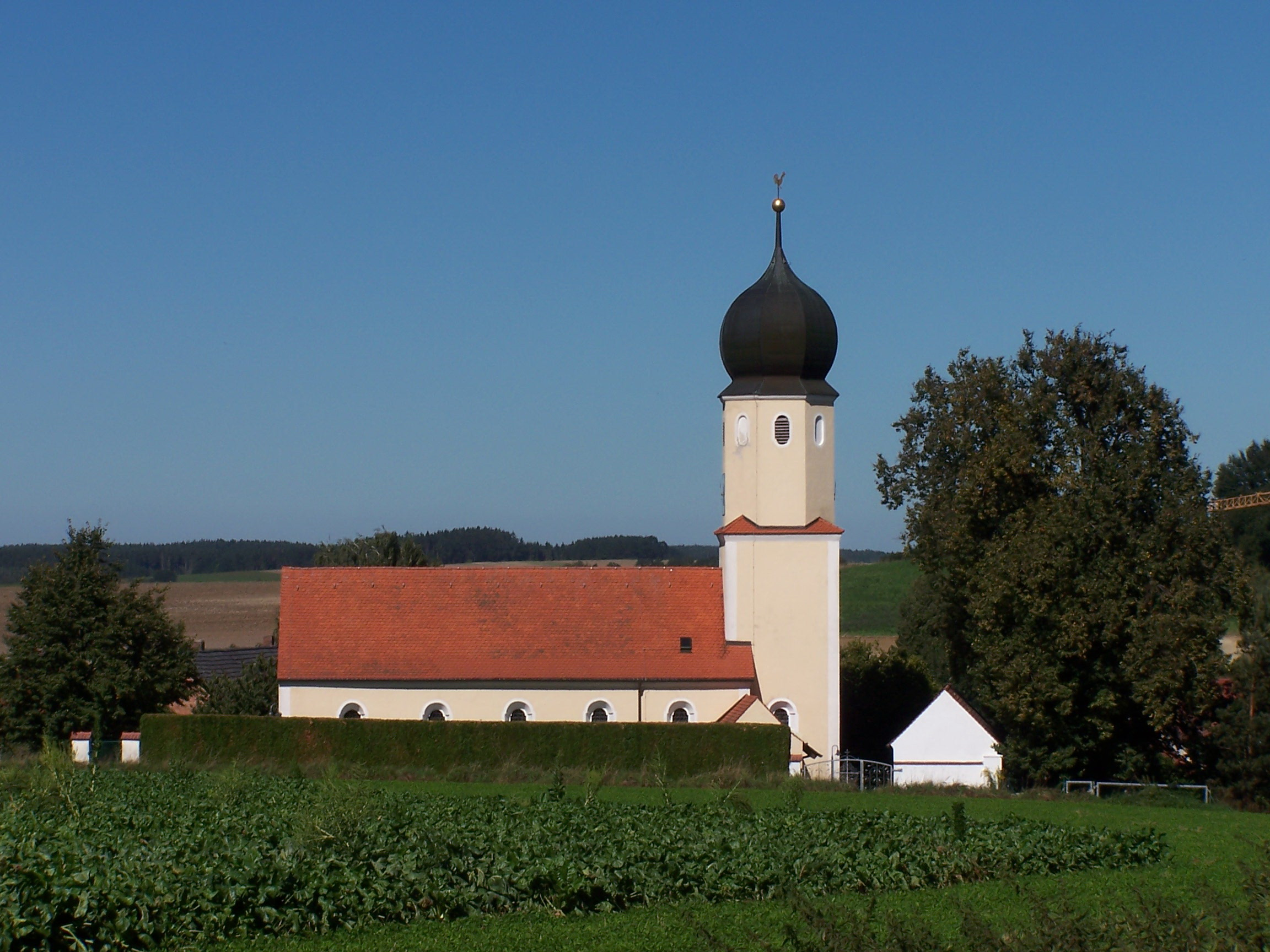
St. Martin (Oberdeggenbach)

Die römisch-katholische, denkmalgeschützte Filialkirche St. Martin steht in Oberdeggenbach, einem Gemeindeteil des Marktes Schierling im Landkreis Regensburg der Oberpfalz. Sie ist dem Bistum Regensburg zugeordnet. Das Bauwerk ist unter der Denkmalnummer D-3-75-196-40 als Baudenkmal in die Bayerische Denkmalliste eingetragen.

## Beschreibung
Das mit einem Satteldach bedeckte Langhaus der Saalkirche im Westen des mittelalterlichen, quadratischen Chorturms wurde 1965 nach Abbruch des westlichen Jochs um eine Fensterachse nach Westen verlängert. Das oberste achteckige Geschoss des Chorturms beherbergt die Turmuhr und den Glockenstuhl. Darauf sitzt eine Zwiebelhaube. 
Der Innenraum des Chors, d. h. des Erdgeschosses des Chorturms, ist mit einem Kreuzgratgewölbe überspannt. Im Altarretabel des viersäuligen Hochaltars von 1723, der von Büsten des Paulus und des Petrus flankiert wird, ist der heilige Martin dargestellt. Im Altarauszug ist Gott der Vater zu sehen. In Nischen des Chorbogens stehen Reliquiare, die sich ursprünglich in den Durchgängen seitlich des Hochaltars befanden. An der Südwand des Chors steht ein Sakramentshaus aus dem späten 15. Jahrhundert.